# 24 Ore di Le Mans 1967
La 24 Ore di Le Mans 1967 è stato la 35ª edizione della gara francese, e si è disputata il 10 e 11 giugno 1967. È stata anche la settima gara del Campionato Mondiale Sportprototipi di quell'anno.

## Contesto

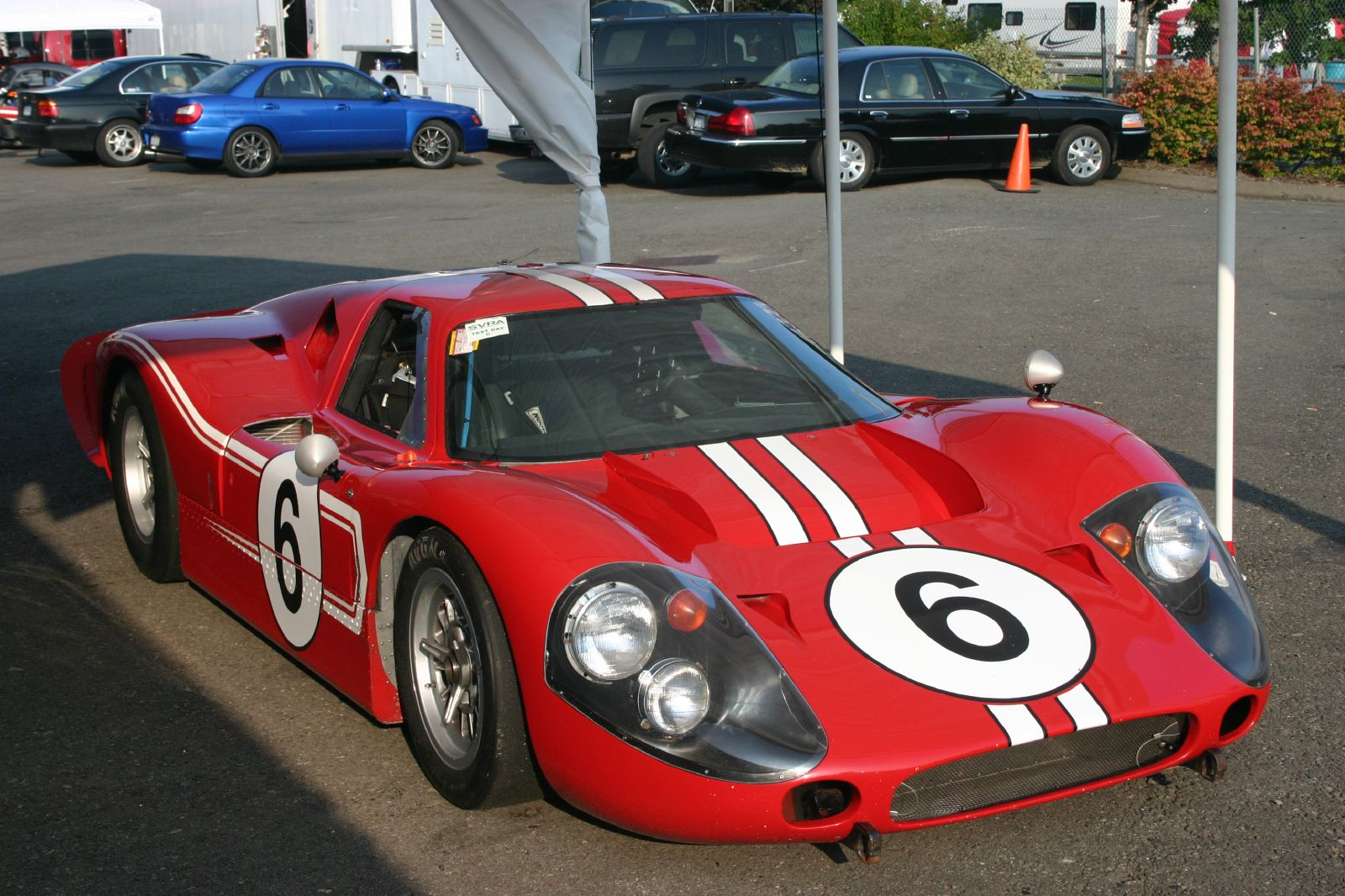
La Ford GT40 Mark IV

Dopo aver coronato i suoi sforzi l'anno precedente con tre GT40 Mk II da 7 litri piazzate ai primi tre posti, nel '67 il colosso di Detroit è intenzionato a bissare il successo, mentre la Ferrari, dimostratasi piuttosto debole l'anno prima, vuole rifarsi.
Per questa edizione la Ford schiera le GT40 Mk II, a cui affianca le nuove Mk IV, vetture con telaio e aerodinamica profondamente rivisti e dotate dello stesso motore 7 litri; dal canto suo la Ferrari schiera con la squadra ufficiale i prototipi 330 P4 spinti da motori 12 cilindri 4 litri, 36 valvole, 4 alberi a camme e alimentati a iniezione. Queste avevano già debuttato all'inizio della stagione trionfando alla 24 Ore di Daytona.

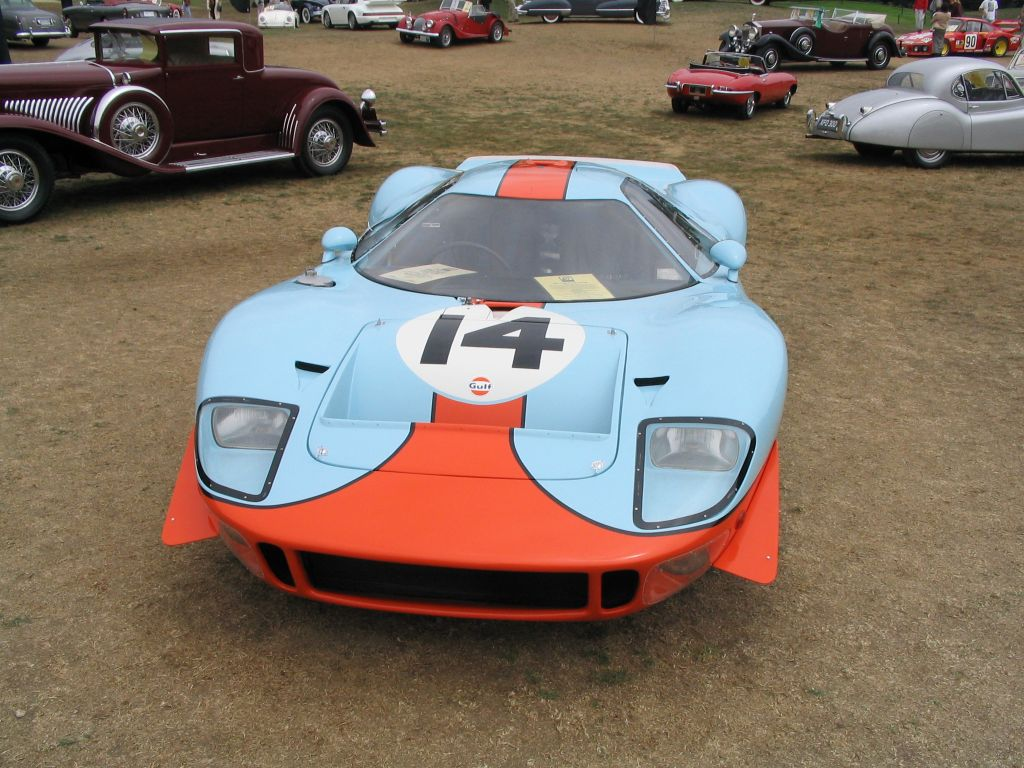
La Gulf Mirage M1 della scuderia John Wyer

La Ford porta sul circuito della Sarthe quattro Mark IV e tre Mark II tutte equipaggiate con i V8 7 litri, testate in lega leggera, lubrificazione a carter secco e una potenza di circa 495 CV a 6800 gm; a guidarle ci sono 14 piloti divisi in due scuderie, la Holman & Moody e la Shelby-American. La Ferrari si affida a tre 330 P4 e una P3/4, mentre tra le altre vetture di spicco sono presenti due Chaparral 2F dotate di enormi alettoni posteriori e cambio automatico, due Lola T70 con motori Aston Martin, e due Gulf Mirage, prototipi di derivazione GT 40.
Da segnalare le presenza tra i prototipi fino a 1.150 cm³ delle ultra aerodinamiche CD-Peugeot progettate da Robert Choulet, che confermano l'impegno della marca nella classica francese.

## Qualifiche
La pole position va alla Ford di Bruce McLaren/Mark Donohue, davanti alla Chaparral e ad altre quattro Ford; la prima delle Ferrari è la 330 P4 ufficiale di Ludovico Scarfiotti/Mike Parkes, 7° davanti alla Ferrari 412 P di Pedro Rodríguez/Giancarlo Baghetti, iscritta dalla NART.

## Gara

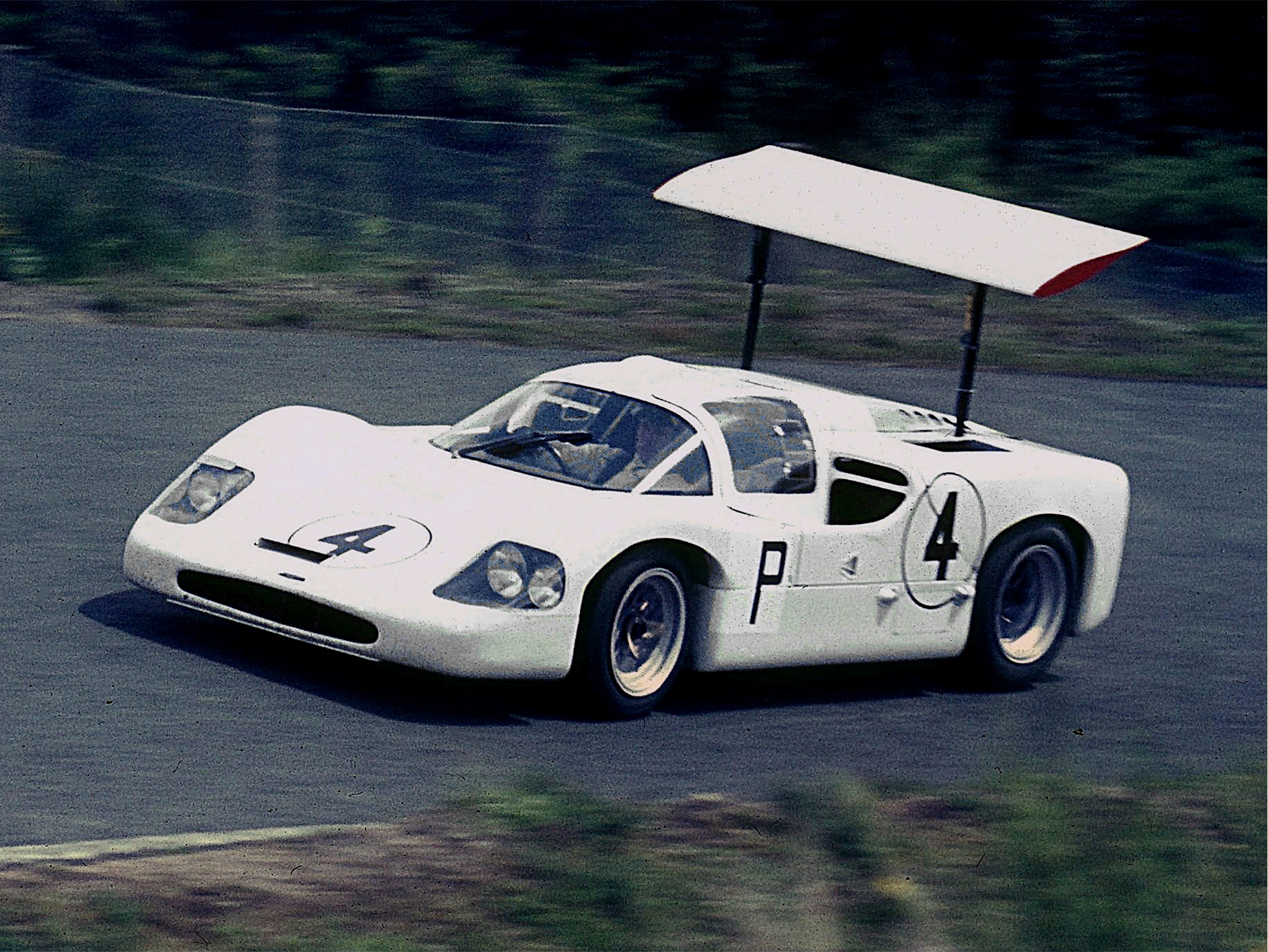
La Chaparral 2F

Franco Lini, direttore sportivo della Ferrari, sapeva che per pareggiare i conti con le più potenti vetture Ford doveva sperare nella pioggia, ma così non è e sotto un cielo terso le vetture prendono il via con la classica partenza Le Mans. Ronnie Bucknum con la sua Ford si avvia per primo, seguito dal compagno di squadra Frank Gardner e dalla Ferrari di Rodriguez. Nelle prime ore di gara molte vetture accusano problemi, mentre Bucknum e Dan Gurney dettano il ritmo mantenendo la loro media di 3'29" al giro, insostenibile per molti; intanto i loro compagni di marca del team Holman & Moody sono rallentati da varie difficoltà.
Verso le 17.00 Bucknum è ancora in testa, ma è costretto ai box a causa della rottura di una tubazione dell'acqua che gli impone anche un giro di rientro particolarmente lento. Nel frattempo le Ferrari girano tranquille dietro alle Ford, che sembra comincino a soffrire di affidabilità. Ma le Ford in testa continuano ad abbassare il record sul giro e quella di A.J. Foyt per un errore del box viene richiamata in ritardo e rischia di fermarsi senza benzina; quella di Lloyd Ruby, invece, finisce nella sabbia alla curva di Mulsanne e perde in tutto 45 minuti e 17 giri.
Chris Amon fora una gomma della sua Ferrari e tenta di raggiungere il box su tre ruote, ma il cerchio di magnesio sfrega sull'asfalto e comincia a scintillare dando fuoco ad una precedente perdita d'olio e la macchina si incendia. Ora in gara restano tre Ferrari, la prima delle quali, quella di Scarfiotti/Parkes, è staccata di quattro giri.

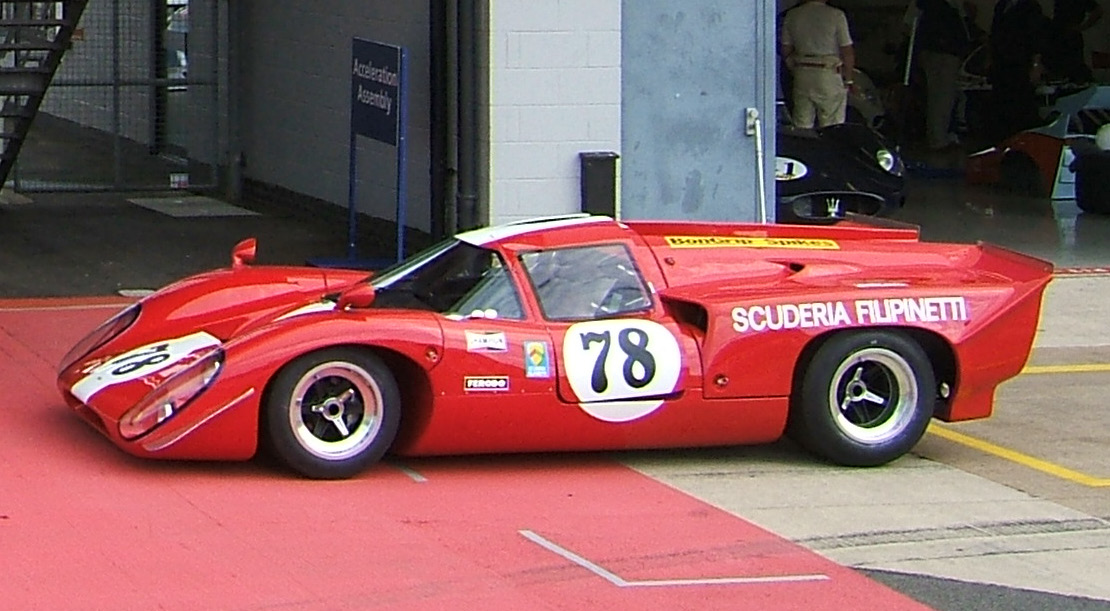
La Lola T70

La notte non passa tranquilla per la Ford: poco prima delle 04:00 Lucien Bianchi rientra ai box per il cambio pilota, i meccanici gli sostituiscono anche le pastiglie dei freni e il suo co-equipier Mario Andretti riparte lanciandosi verso la Esses a 240 km/h e quando va a frenare si dimentica di avere le pastiglie nuove, blocca una ruota, va a sbattere contro il guardrail distruggendo il muso della vettura e rimbalza dall'altro lato della pista rovinando anche il retro. Il pilota italo-americano, illeso, esce dall'auto, ma il suo compagno di squadra McCluskey, per evitare il rottame in cui riteneva fosse ancora intrappolato Mario, manda volutamente in testa coda la propria vettura, fracassando anche lui la sua GT40 Mk II contro le barriere. A questo punto arriva Jo Schlesser a tutta velocità, trova la strada sbarrata, si infila fra i due rottami e perde entrambi i fianchi della sua auto prima di fermarsi a bordo pista: tre Ford fuori gara nel giro di 30 secondi.

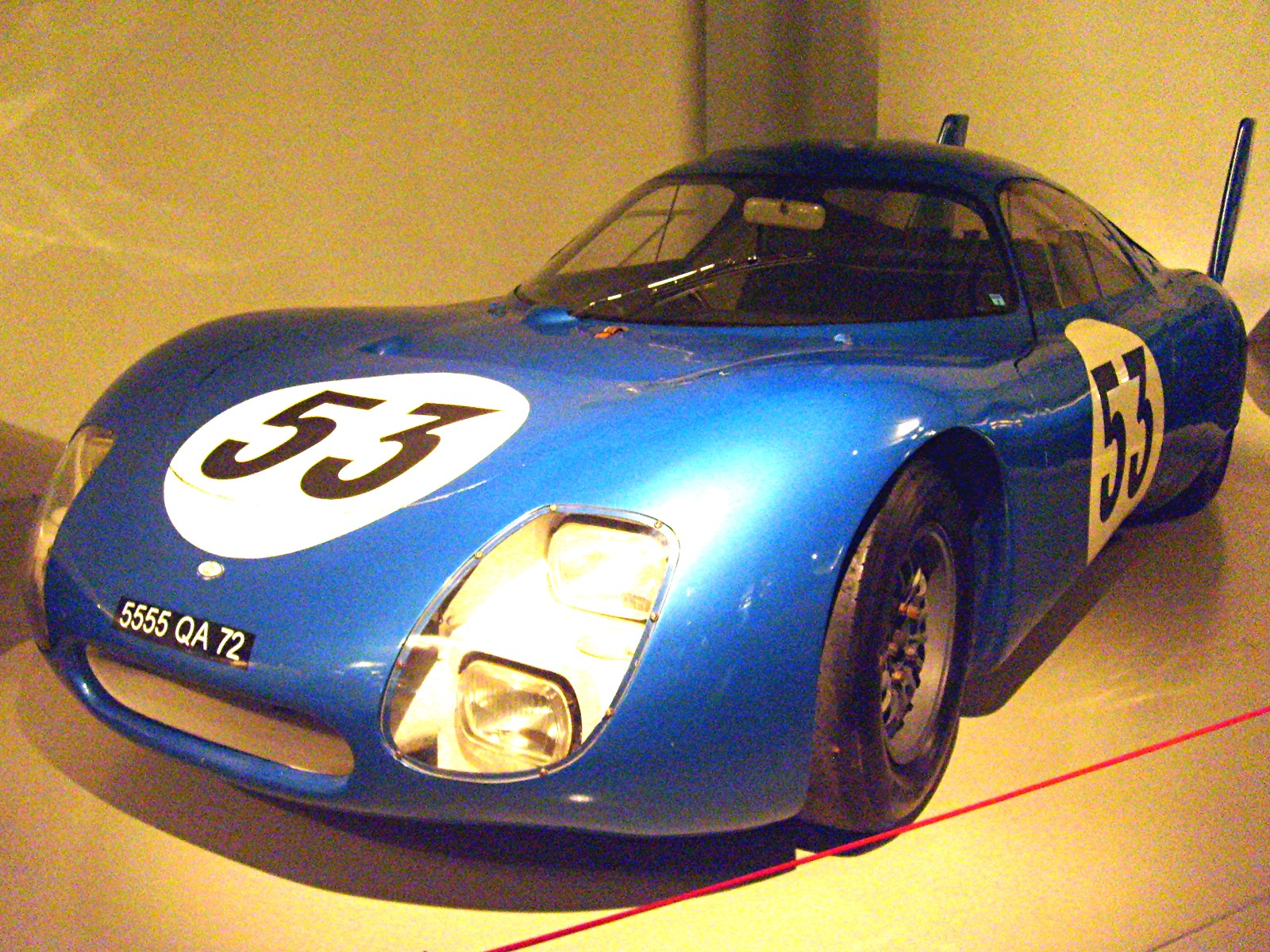
La CD-Peugeot

A questo punto siamo a metà gara, le Ford sono in difficoltà mentre le Ferrari sembrano in buone condizioni: Gurney è in testa, Scarfiotti è 2° a cinque giri e la Chaparral è terza. La Ford di testa abbassa allora il ritmo mentre la Ferrari che tira al massimo da ore deve sostituire i dischi dei freni perdendo oltre due giri.
Quando mancano ancora otto ore alla fine, la Chaparral in 3ª posizione ha già ceduto e la Ferrari mette da parte la prudenza quando Lini ordina alla macchina di Parkes/Scarfiotti aumentare il ritmo fino a girare in 3'30”. Alle 9:40 cede la Mark II di Bucknum e subito dopo la Mark IV di McLaren perde la parte posteriore della carrozzeria, recuperata ai box viene riparata con nastro adesivo ed oltre cento rivetti.
Così rattoppata la vettura gialla ritorna in pista ed è l'unica altra Ford in gara oltre alla macchina di Gurney/Foyt in testa; alle 11 del mattino la Ferrari in 4ª posizione rompe la trasmissione, mentre in testa Gurney e Foyt mantengono il loro ritmo martellante inseguiti da Scarfiotti e Parkes.
A mezzogiorno, quando mancano ancora quattro ore alla fine, Franco Lini ordina a Scarfiotti di girare sotto i 3'30” ma il pilota è ormai sfinito e non ce la fa più, lui e Parkes avevano guidato al massimo per 20 ore senza reggere il passo della più potente Ford; intanto l'auto di McLaren ha ancora un guasto alla bobina, ma Bruce riesce a ripararlo e a ripartire.
Mancano solo due ore alla fine e i piloti Ferrari, esausti, rinunciano all'inseguimento sperando in un cedimento meccanico degli avversari, ma questo non avviene e alle 16 la bandiera a scacchi sventola sulla Ford Mark IV.
Gurney e Foyt hanno coperto 5229 km alla media di 218,12 km/h, demolendo il primato precedente. Secondi si classificano 
Scarfiotti e Parkes, mentre terza è la Ferrari "belga" di Willy Mairesse e Jean Blaton e quarta la rabberciata Mark IV di McLaren e Donohue.

## Classifica finale
| Pos. | Classe | N° | Squadra                        | Piloti                              | Vettura                      | Motore                  | Giri |
| ---- | ------ | -- | ------------------------------ | ----------------------------------- | ---------------------------- | ----------------------- | ---- |
| 1    | P +5.0 | 1  | Shelby-American Inc.           | Dan Gurney A. J. Foyt               | Ford GT40 Mk IV              | Ford 7.0L V8            | 388  |
| 2    | P 5.0  | 21 | Scuderia Ferrari               | Ludovico Scarfiotti Mike Parkes     | Ferrari 330 P4               | Ferrari 4.0L V12        | 384  |
| 3    | P 5.0  | 24 | Ecurie Nationale Belge         | Willy Mairesse Jean Blaton          | Ferrari 330 P4               | Ferrari 4.0L V12        | 377  |
| 4    | P +5.0 | 2  | Shelby-American Inc.           | Bruce McLaren Mark Donohue          | Ford GT40 Mk IV              | Ford 7.0L V8            | 359  |
| 5    | P 2.0  | 41 | Porsche System Engineering     | Jo Siffert Hans Herrmann            | Porsche 907/6L               | Porsche 2.0L Flat-6     | 358  |
| 6    | P 2.0  | 38 | Porsche System Engineering     | Rolf Stommelen Jochen Neerpasch     | Porsche 910/6K               | Porsche 2.0L Flat-6     | 351  |
| 7    | S 2.0  | 37 | Porsche System Engineering     | Vic Elford Ben Pon                  | Porsche 906K Carrera 6       | Porsche 2.0L Flat-6     | 327  |
| 8    | S 2.0  | 66 | Christian Poirot               | Christian Poirot Gerhard Koch       | Porsche 906 Carrera 6        | Porsche 2.0L Flat-6     | 321  |
| 9    | P 1.3  | 46 | Société des Automobiles Alpine | Henri Grandsire José Rosinski       | Alpine A210                  | Renault-Gordini 1.3L I4 | 321  |
| 10   | P 1.3  | 49 | Ecurie Savin-Calberson         | André de Cortanze Alain LeGuellec   | Alpine A210                  | Renault-Gordini 1.3L I4 | 318  |
| 11   | GT 5.0 | 28 | Scuderia Filipinetti           | Dieter Spoerry Rico Steinemann      | Ferrari 275 GTB/C            | Ferrari 3.3L V12        | 317  |
| 12   | P 1.3  | 48 | Ecurie Savin-Calberson         | Roger Delageneste Jacques Cheinisse | Alpine A210                  | Renault-Gordini 1.3L I4 | 311  |
| 13   | P 1.6  | 45 | Société des Automobiles Alpine | Mauro Bianchi Jean Vinatier         | Alpine A210                  | Renault-Gordini 1.5L I4 | 311  |
| 14   | GT 2.0 | 42 | Auguste Veuillet               | Robert Buchet Herbert Linge         | Porsche 911S                 | Porsche 2.0L Flat-6     | 308  |
| 15   | P 1.3  | 51 | Donald Healey Motor Company    | Clive Baker Andrew Hedges           | Austin-Healey Sprite Le Mans | BMC 1.3L I4             | 289  |
| 16   | P 1.3  | 64 | Ecurie du Maine                | Marcel Martin Jean Mesange          | Abarth 1300OT                | Fiat 1.3L I4            | 262  |

### Ritirati
| Pos. | Classe  | N° | Squadra                                          | Piloti                                   | Vettura                           | Motore                  | Giri |
| ---- | ------- | -- | ------------------------------------------------ | ---------------------------------------- | --------------------------------- | ----------------------- | ---- |
| 17   | P 5.0   | 19 | Scuderia Ferrari                                 | Günter Klass Peter Sutcliffe             | Ferrari 330 P4                    | Ferrari 4.0L V12        | 296  |
| 18   | P +5.0  | 57 | Shelby-American Inc.                             | Ronnie Bucknum Paul Hawkins              | Ford GT40 Mk.IIB                  | Ford 7.0L V8            | 271  |
| 19   | P +5.0  | 7  | Chaparral Cars Inc.                              | Phil Hill Mike Spence                    | Chaparral 2F                      | Chevrolet 7.0L V8       | 225  |
| 20   | P 1.3   | 47 | Société des Automobiles Alpine                   | Jean-Claude Andruet Robert Bouharde      | Alpine A210                       | Renault-Gordini 1.3L I4 | 219  |
| 21   | P 5.0   | 23 | Maranello Concessionaires                        | Richard Attwood Piers Courage            | Ferrari 412 P                     | Ferrari 4.0L V12        | 208  |
| 22   | P 1.15  | 56 | Ecurie Savin-Calberson                           | Gérard Larrousse Patrick Depailler       | Alpine A210                       | Renault-Gordini 1.0L I4 | 204  |
| 23   | P 1.15  | 55 | North American Racing Team                       | Jean-Luc Thérier Francois Chevalier      | Alpine M64                        | Renault-Gordini 1.0L I4 | 201  |
| 24   | P +5.0  | 3  | Holman & Moody                                   | Mario Andretti Lucien Bianchi            | Ford GT40 Mk IV                   | Ford 7.0L V8            | 188  |
| 25   | P +5.0  | 6  | Holman & Moody Ford France S.A.                  | Jo Schlesser Guy Ligier                  | Ford GT40 Mk.IIB                  | Ford 7.0L V8            | 183  |
| 26   | S 5.0   | 16 | Ford France S.A.                                 | Pierre Dumay Henri Greder                | Ford GT40 Mk.I                    | Ford 4.7L V8            | 179  |
| 27   | P +5.0  | 5  | Holman & Moody                                   | Roger McCluskey Frank Gardner            | Ford GT40 Mk.IIB                  | Ford 7.0L V8            | 179  |
| 28   | GT +5.0 | 9  | Dana Chevrolet Inc.                              | Bob Bondurant Dick Guldstrand            | Chevrolet Corvette C2             | Chevrolet 7.0L V8       | 167  |
| 29   | P 2.0   | 29 | Equipe Matra Sports                              | Jean-Pierre Beltoise Johnny Servoz-Gavin | Matra MS630                       | BRM 2.0L V8             | 155  |
| 30   | P 5.0   | 25 | North American Racing Team                       | Pedro Rodríguez Giancarlo Baghetti       | Ferrari 412 P                     | Ferrari 4.0L V12        | 144  |
| 31   | GT 2.0  | 67 | Pierre Boutin                                    | Pierre Boutin Patrice Sanson             | Porsche 911S                      | Porsche 2.0L Flat-6     | 134  |
| 32   | GT 2.0  | 60 | Philippe Farjon                                  | Philippe Farjon André Wicky              | Porsche 911S                      | Porsche 2.0L Flat-6     | 126  |
| 33   | S 5.0   | 18 | Scuderia Filipinetti                             | Umberto Maglioli Mario Casoni            | Ford GT40 Mk.I                    | Ford 4.7L V8            | 116  |
| 34   | P 5.0   | 20 | Scuderia Ferrari                                 | Chris Amon Nino Vaccarella               | Ferrari 330 P3 Spyder             | Ferrari 4.0L V12        | 105  |
| 35   | P 2.0   | 40 | Porsche System Engineering                       | Gerhard Mitter Jochen Rindt              | Porsche 907/6L                    | Porsche 2.0L Flat-6     | 103  |
| 36   | P +5.0  | 8  | Chaparral Cars Inc.                              | Bob Johnson Bruce Jennings               | Chaparral 2F                      | Chevrolet 7.0L V8       | 91   |
| 37   | P 5.0   | 22 | Scuderia Filipinetti                             | Jean Guichet Herbert Müller              | Ferrari 412 P                     | Ferrari 4.0L V12        | 88   |
| 38   | P +5.0  | 4  | Holman & Moody                                   | Denis Hulme Lloyd Ruby                   | Ford GT40 Mk IV                   | Ford 7.0L V8            | 86   |
| 39   | P 2.0   | 39 | Porsche System Engineering                       | Udo Schütz Joe Buzzetta                  | Porsche 910/6L                    | Porsche 2.0L Flat-6     | 84   |
| 40   | P 1.15  | 58 | Société des Automobiles Alpine                   | Philippe Vidal Leo Cella                 | Alpine A210                       | Renault-Gordini 1.0L I4 | 67   |
| 41   | P +5.0  | 14 | J.W. Automotive Engineering Ltd.                 | David Piper Richard Thompson             | Mirage M1 (Ford GT40 Lightweight) | Ford 5.7L V8            | 59   |
| 42   | GT 5.0  | 17 | Claude Dubois                                    | Claude Dubois Chris Tuerlinckx           | Ford-Shelby Mustang GT350         | Ford 4.7L V8            | 58   |
| 43   | P 2.0   | 30 | Equipe Matra Sports                              | Jean-Pierre Jaussaud Henri Pescarolo     | Matra MS630                       | BRM 2.0L V8             | 55   |
| 44   | P 1.6   | 44 | Team Elite                                       | David Preston John Wagstaff              | Lotus Europa Mk.47                | Ford Cosworth 1.6L I4   | 42   |
| 45   | P 1.15  | 53 | S.E.C. Automobiles CD                            | André Guilhaudin Alain Bertaut           | CD SP66C                          | Peugeot 1.1L I4         | 35   |
| 46   | P 5.0   | 26 | North American Racing Team                       | Ricardo Rodriguez Chuck Parsons          | Ferrari 365 P2 "Elefante bianco"  | Ferrari 4.4L V12        | 30   |
| 47   | P +5.0  | 15 | J.W. Automotive Engineering Ltd.                 | Jacky Ickx Brian Muir                    | Mirage M1 (Ford GT40 Lightweight) | Ford 5.7L V8            | 29   |
| 48   | P 1.15  | 52 | S.E.C. Automobiles CD                            | Dennis Dayan Claude Ballot-Léna          | CD SP66C                          | Peugeot 1.1L I4         | 25   |
| 49   | P +5.0  | 12 | Lola Cars Ltd. / Team Surtees                    | Peter de Klerk Chris Irwin               | Lola T70 Mk.III                   | Aston Martin 5.0L V8    | 25   |
| 50   | S 5.0   | 62 | J.W. Automotive Engineering Ltd./ Viscount Downe | Mike Salmon Brian Redman                 | Ford GT40 Mk.I                    | Ford 4.7L V8            | 20   |
| 51   | P 1.15  | 54 | Roger Nathan Racing Ltd.                         | Roger Nathan Mike Beckwith               | Costin Nathan                     | Hillman 1.0L I4         | 15   |
| 52   | P 1.3   | 50 | Marcos Racing Ltd.                               | Chris J. Lawrence Jem Marsh              | Marcos Mini Marcos GT             | BMC 1.3L I4             | 13   |
| 53   | P +5.0  | 11 | Lola Cars Ltd. / Team Surtees                    | John Surtees David Hobbs                 | Lola T70 Mk.III                   | Aston Martin 5.0L V8    | 3    |
| 54   | GT 2.0  | 43 | "Franc"                                          | Jacques Dewes Anton Fischhaber           | Porsche 911S                      | Porsche 2.0L Flat-6     | 2    |

## Pole position, Record sul giro e premi speciali
- Pole Position: Bruce McLaren su #2 Ford GT40 Mk.IV - Shelby-American Inc. in 3' 24" 40
- Giro più veloce: Dennis Hulme su #4 Ford GT40 Mk.IV - Holman & Moody in 3' 23" 60.
- Prix de l'efficacité énergétique: #2 Ford GT40 Mk.IV - Shelby-American Inc.
- Prix de la Performance: #41 Porsche 907/6 - Porsche System Engineering